# 掌骨
掌骨是手部骨骼中間的部份，連接在近端手指及腕骨之間，而腕骨再與前臂連結。

## 命名
掌骨由五個圓柱狀的骨頭組成，由橈骨到尺骨側依序命名。
- 第一掌骨（英语：First metacarpal bone）
- 第二掌骨（英语：Second metacarpal bone）
- 第三掌骨（英语：Third metacarpal bone）
- 第四掌骨（英语：Fourth metacarpal bone）
- 第五掌骨（英语：Fifth metacarpal bone）

## 其他影像

人體手部骨骼。
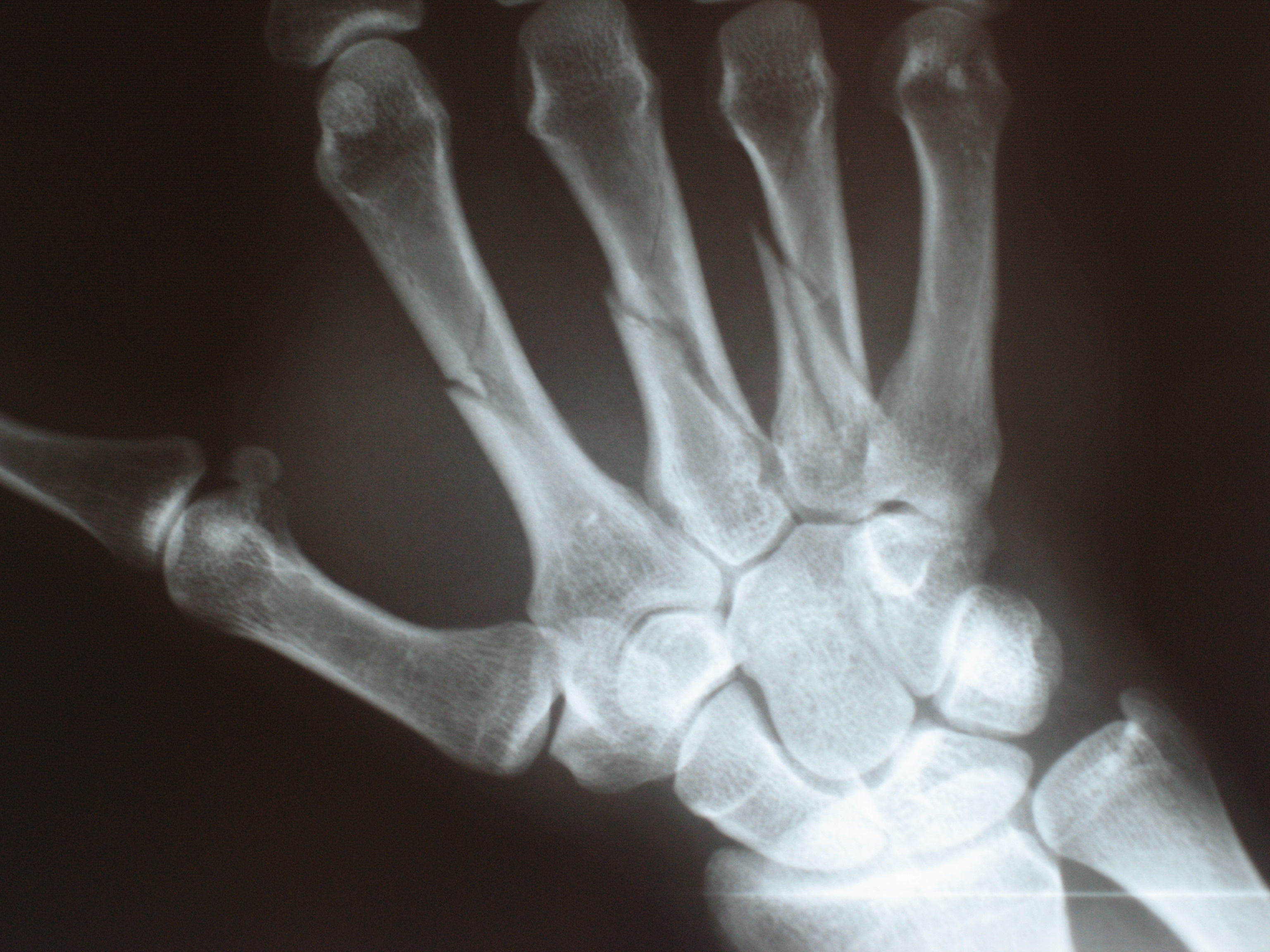
掌骨的多重骨折（aka broken hand）。
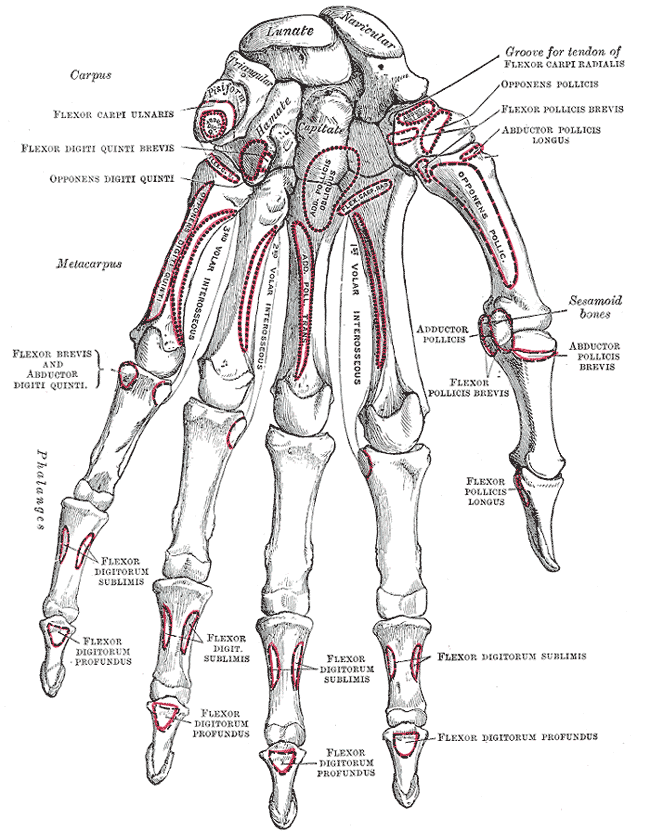
左手骨頭，掌面。
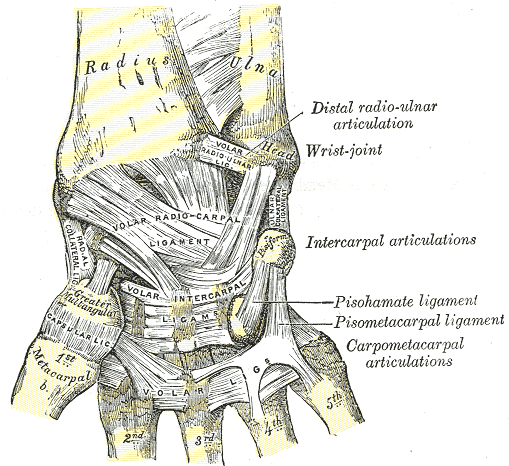
手腕韌帶，前面觀。
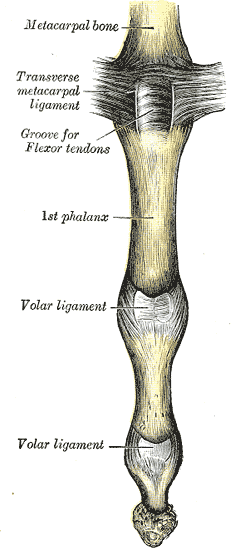
掌指骨關節及手指關節，掌面。
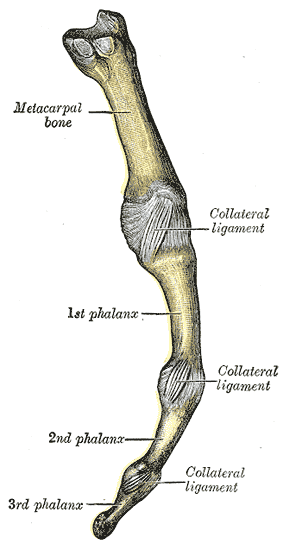
掌指骨關節及手指關節，尺骨側觀。

本條目包含來自屬於公共領域版本的《格雷氏解剖學》之內容，而其中有些資訊可能已經過時。

## 外部連結
- 解剖學(Anatomy)-骨頭-掌骨與腕骨 （页面存档备份，存于）